# Edmund Bailey O'Callaghan
Edmund Bailey O'Callaghan (29 février 1797 – 29 mai 1880) est un apothicaire, médecin, député, journaliste, patriote, historien et archiviste bas-canadien puis américain d'origine irlandaise.
Il est connu comme le bras droit de Louis-Joseph Papineau et pour son travail au Vindicator, journal propatriote anglophone destiné aux Irlandais du Bas-Canada. Il accompagne Papineau aux États-Unis pour y chercher de l'aide lors des événements de 1837 et s'installe définitivement en exil dans l'État de New York comme médecin et archiviste.
Il épouse Charlotte Augustina Crampe, une autre irlandaise, à Sherbrooke en 1830. Ils ont un enfant mort en bas âge. À la suite du décès de son épouse, il prend en secondes noces Ellen Hawe avec qui il a également un enfant qui ne survit pas. Il était décrit comme «maigre, pâle, aux yeux vifs derrière ses lunettes cerclées d'or».

## Biographie

### Formation d'un médecin engagé
Edmund Bailey O’Callaghan étudia la médecine tout d’abord à Dublin en 1820 puis à Paris. Fraîchement diplômé, il immigre à Québec à la fin de ses études en 1823. Il y approfondit ses études médicales et est admis à pratiquer en 1827. Son engagement politique est rapide et intense ; il s'implique dans la défense des droits des immigrants irlandais et de leur implication dans la vie politique et religieuse de la ville. Il est élu au sein de la Society of the Friends of Ireland de 1829 à 1833, fonde en 1830 le Quebec Mechanics' Institute et préside dès 1833 la Quebec Emigrant Society. À ce titre, il militera pour la création d'écoles anglophones catholiques à Québec, à une époque où les seules écoles catholiques étaient francophone. Dans le même ordre d'idées, il contribuera à l'implantation d'une paroisse irlandaise dans la capitale du Bas-Canada.
Républicain convaincu, il se rapproche rapidement des idées du Parti patriote de Louis-Joseph Papineau en constatant les ressemblances entre les revendications des Irlandais et celles des patriotes. D'ailleurs, le grand leader irlandais Daniel O'Connell et la trentaine de députés irlandais de la Chambre des Communes britannique s'opposeront aux résolutions Russell. Ce soutien s'avèrera éphémère, les députés irlandais se joignant au gouvernement pour suspendre la constitution du Bas-Canada quelques mois plus tard pour négocier leur appui contre un projet de loi de soutien économique aux pauvres d'Irlande.

### Au service d'une cause
« Je suis de l'avis de saint Paul, et j'entends qu'on soit soumis aux puissances supérieures. Mais c'est du peuple que voulait parler l'Apôtre parce que c'est le peuple qui est la puissance au-dessus de tout. »

— Edmund Bailey O'Callaghan

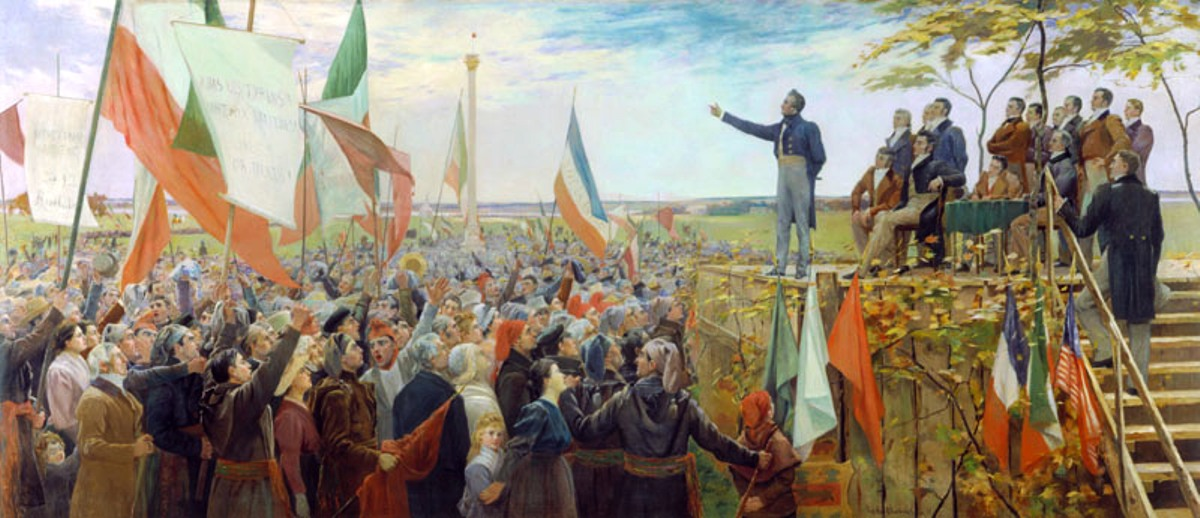
Le mouvement patriote est un mouvement républicain rassemblant un vaste appui au Bas-Canada

Désormais bien connu, il pousse plus loin son engagement en prenant la tête de la rédaction d'un journal irlandais de Montréal, le célèbre Vindicator, appartenant au patriote Édouard-Raymond Fabre et fondé par Daniel Tracey. Évidemment engagé auprès des Irlandais de la métropole, O'Callaghan prend rapidement une place majeure au sein du mouvement patriote comme bras droit anglophone de Papineau. Il est d'ailleurs candidat aux élections de 1834 dans Yamaska, circonscription située aux alentours de Saint-Hyacinthe en Montérégie. Il est élu au siège numéro 1 grâce notamment à plusieurs visites de son populaire chef, le tribun Louis-Joseph Papineau.
O'Callaghan se fait remarquer en chambre comme l’un des plus radicaux et provocateurs membres de la députation patriote. Il devient ainsi rapidement la bête noire du Parti bureaucrate, ses discours en anglais remettant en cause la prétention des bureaucrates à représenter exclusivement les patriotes comme des Canadiens français rebelles. Si la question de la langue n'était pas polarisante au début du mouvement patriote, elle l'est rapidement devenue lorsque les chefs du parti loyaliste ont décidé de s'en servir comme arme.
Il s'en prend particulièrement aux lords Aylmer et Gosford et aux sinécures qu'ils distribuent à leurs proches. Il prend d'ailleurs la tête du comité des griefs de la chambre en janvier 1835. Il est également l'un des membres fondateurs de la Société Saint-Jean-Baptiste. Devant la radicalisation croissante de l'opposition de Londres aux demandes patriotes, il est l'un des promoteurs de la campagne de boycottage bas-canadienne mise en place pour faire pression sur Londres en diminuant ses recettes fiscales dans la colonie. « Agitation ! Agitation ! » écrit-il à l’automne de 1837, « que l’on détruise le revenu, que l’on dénonce les oppresseurs ! Tout est légal quand les libertés fondamentales sont en péril. La garde meurt mais ne se rend pas.»
O'Callaghan se fera d'ailleurs remarquer en chambre par ses tenues excentriques en étoffe du pays. Concentrant sur lui l'attention et les haines, il échappe de peu aux miliciens anglophones issus du British Rifle Corps et du Doric Club venus détruire les locaux du Vindicator le 6 novembre 1837. Lorsqu'éclatent les troubles de 1837, il doit fuir en secret Montréal aux côtés de Papineau et du leadership du parti dont les têtes sont mises à prix par les autorités.
Réfugié d'abord à Saint-Denis, il est présent lors de la réunion où est prise la décision d'envoyer Papineau chercher l'appui des États-Unis. Il le suit dans son entreprise et voit avec désespoir le président Van Buren refuser d'intervenir dans le conflit. Les patriotes sont alors écrasés dans le sang par les milices loyalistes et l'armée britannique. Convaincu de l'inutilité de la résistance, il s'installe à Albany pour y refaire sa vie.

### Un Canadien errant
« On voulait comme Castlereagh en Irlande, pousser le peuple à la violence, puis abolir ses droits constitutionnels. Dans l'histoire de l'union de l'Irlande avec l'Angleterre, vous retracerez, comme dans un miroir, le complot de 1836-1837 contre la liberté canadienne. »

— Edmund Bailey O'Callaghan, 1852

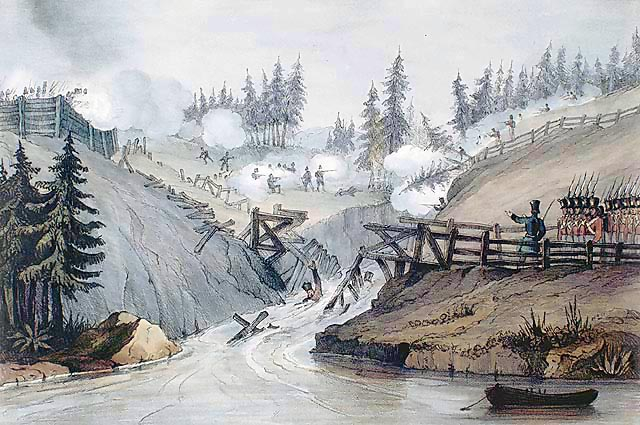
Le gouvernement britannique écrasera par les armes le mouvement politique qu'il n'avait pu écraser par les urnes.

Médecin, il ouvre une pratique dans l'État de New York et continue son engagement politique radical en publiant articles sur articles dans le journal protosocialiste The Northern Light. En 1848, il se détourne de la médecine pour se consacrer à sa passion pour l'histoire, devenant archiviste de l'État et travaillant sans relâche à l'édition des archives coloniales françaises et anglaises. On lui doit entre autres : History of New Netherlands [...] (1846–1848) ; Jesuit Relations of Discoveries and Other Occurrences in Canada and the Northern and Western States of the Union, 1632–1672 (1847) ; A List of Editions of the Holy Scriptures, and Parts thereof, Printed in America Previous to 1860 (1861) ; The Register of New Netherland ; 1626 to 1674 (1865); The Documentary History of the State of New-York (1849–1851) ; le Calendar of Historical Manuscripts in the Office of the Secretary of State, Albany, N. Y. (1865–1866) ainsi que les 11 premiers volumes des Documents Relative to the Colonial History of the State of New-York [...] (1853–1861). Il fut par la suite engagé par la ville de New York pour continuer son travail mais décéda avant de pouvoir en publier les résultats, le 29 mai 1880.

## Ouvrages
- « A biographical sketch of the Hon. Louis Joseph Papineau, speaker of the House of Assembly of Lower Canada », paru dans le Sentinel de Saratoga Springs, New York, 1838
- History of New Netherlands ; or, New York under the Dutch, New York :
  - En ligne : vol. 1, 1846 ; vol. 2, 1848
- Jesuit relations of discoveries and other occurrences in Canada and the northern and western states of the Union, 1632–1672, New York, 1847
- The documentary history of the state of New-York : arranged under direction of the Hon. Christopher Morgan, Secretary of State, Albany, N.Y., 1849–1851
  - En ligne : vol. 1 ; vol. 2 ;  vol. 4
- Laws and ordinances of New Netherlands, 1638–1674 ; compiled and translated from the original Dutch records in the office of the Secretary of State, Albany, N.Y., 1868
- A list of editions of the Holy Scriptures, and parts thereof, printed in America previous to 1860, Albany, 1861
- The register of New Netherland ; 1626 to 1674, Albany, 1865

Une liste plus complète d'écrits en ligne de O'Callaghan est donnée par worldcat.org.